# Милена Ћеранић
Милена Ћеранић (Крагујевац, 3. април 1986) српска је поп-фолк певачица.

## Биографија
Учествовала је у такмичењу Звезде Гранда. Завршила је средњу медицинску школу, одакле се отиснула и радила у многим београдским клубовима и сплавовима. Такође, учествовала је у ријалити-шоуу Фарма заједно са својим тадашњим дечком Немањом Стефановић. Након Фарме долази до раскида уговора са Гранд продукцијом и прелази у дискографску кућу Сити рекордс; снимала је и за Ај-Ди-Џеј.
Објавила је много синглова, од којих су најбоље прошле песме Двадесете газим, Због тебе ми прете, Луда балканска, Нови лист и Све пред собом газим. Хитови су јој Јефтино и Шефица. Такође, популарне су и песме где је гостовала у дуету са Ђусом — песма Бикини, и са Млађом и Ша — песма Ноћас сам твоја.

## Дискографија

### Албуми
- Мој први (2025)[2]

### Синглови
| - Не може љубав да нестане (2009) - Тражићеш мене ти (дует са Немањом Стевановићем ) (2010) - Двадесете газим (2010) - Кабриолет (2011) - Због тебе ми прете (2012) - Сузе бисерне (2012) - Више од живота (дует са Амел Ћемо) (2012) | - Ноћи Јадранске (дует са Dirty boy) (2003) - Недужна (2013) - Песма са посветом (2014) - Луда балканска (дует са DJ Kizami & DJ Marchez) (2014) - Мирис лета (дует са Гораном Пајићем) (2014) - Нови лист (2014) - Све пред собом газим (2015) | - Луда ноћ (дует са Данијелом Митровићем) (2015) - Милиметар твоје коже (дует са Инспирација бендом) (2015) - Гад (дует са Стефани Павловић) (2016) - Јефтино (2017) - Барикада (2017) - Шефица (2018) - Повреди ме (2019) - Al Capone (2020) - Волео си (2023) |

### Спотови
| Спот                     | Година | Режисер                 |
| ------------------------ | ------ | ----------------------- |
| Двадесете газим          | 2010.  | DM SAT PRODUCTION VIDEO |
| Бикини                   | 2011.  | DJOLOVIDEOS             |
| Више од живота           | 2012.  | —                       |
| Недужна                  | 2013.  | Андреј Илић             |
| Луда ноћ                 | 2015.  | Videal media            |
| Милиметар твоје коже     | 2015.  | Андреј Илић             |
| Гад                      | 2016.  | Андреј Илић             |
| Јефтино                  | 2017.  | Silver Production       |
| Барикада                 | 2017.  | IDJ Videos              |
| Шефица                   | 2018.  | Андрија Белоица         |
| Повреди ме               | 2019.  | Љуба Радојевић          |
| Al Capone                | 2020.  | Марко Арсић             |
| Још те има ту            | 2023.  | Марко Арсић             |
| Прсла сам                | 2023.  | Марко Арсић             |
| Ипак само једна          | 2023.  | Марко Арсић             |
| Волео си                 | 2023.  | Марко Арсић             |
| Луда сам                 | 2024.  | Марко Арсић             |
| Мој први                 | 2025.  | Душан Алагић            |
| Кривог бих те бранила    | 2025.  |                         |
| Досије                   | 2025.  |                         |
| У лошем сам издоминирала | 2025.  |                         |
| Недостајање моје         | 2025.  |                         |
| Безобразни мој           | 2025.  |                         |
| Фелер                    | 2025.  |                         |
| Нека ти на част          | 2025.  |                         |